# The Game (Dopha-album)
The Game er titlen på den danske singer-songwriter Dophas debutalbum. Det udkom 22. januar 2021 på det uafhængige pladeselskab The Bank Records.
Albummet, der indeholder en håndfuld af Dophas tidlige hits, blev et af de mest anmeldelerroste danske albums i 2021. Debutudgivelsen modtog således 5 stjerner hos både dagbladet Politiken og i de to musikmagasiner Gaffa og Soundvenue. 
Med på debutalbummet er også den færøske sanger og sangskriver Beinir, der gæsteoptræder på nummeret "I'm Not Crying, You Are".

## Spor
1. "The Game" - (03:05)
2. "Happy For Me" - (02:24)
3. "Anti Breakup Song" - (03:08)
4. "Voicemail 2017 (Interlude)" - (01:05)
5. "Monsoon" - (02:48)
6. "Naked" - (03:46)
7. "September Till June" - (03:34)
8. "Forget Your Name" - (03:56)
9. "I'm Not Crying, You Are" (feat. Beinir - (02:45)
10. "Karaoke Tape 2005 (Interlude)" - (00:33)
11. "New Year" - (03:28)
12. "3 Years" - (03:34)